# Rožňava
Rožňava (in ungherese Rozsnyó, in tedesco Rosenau) è una città della Slovacchia, capoluogo del distretto omonimo, nella regione di Košice.
È sede vescovile cattolica.